# Pokój (gmina)
Pokój – gmina wiejska w województwie opolskim, w powiecie namysłowskim. W latach 1975–1998 gmina położona była w województwie opolskim.
Siedziba gminy to Pokój.
Według danych z 30 czerwca 2004 gminę zamieszkiwały 5584 osoby. Natomiast według danych z 31 grudnia 2017 roku gminę zamieszkiwały 5272 osoby.
Według danych z 31 grudnia 2019 roku gminę zamieszkiwało 5178 osób.

## Struktura powierzchni
Według danych z roku 2002 gmina Pokój ma obszar 132,97 km², w tym:
- użytki rolne: 41%
- użytki leśne: 49%

Gmina stanowi 17,78% powierzchni powiatu.

## Demografia

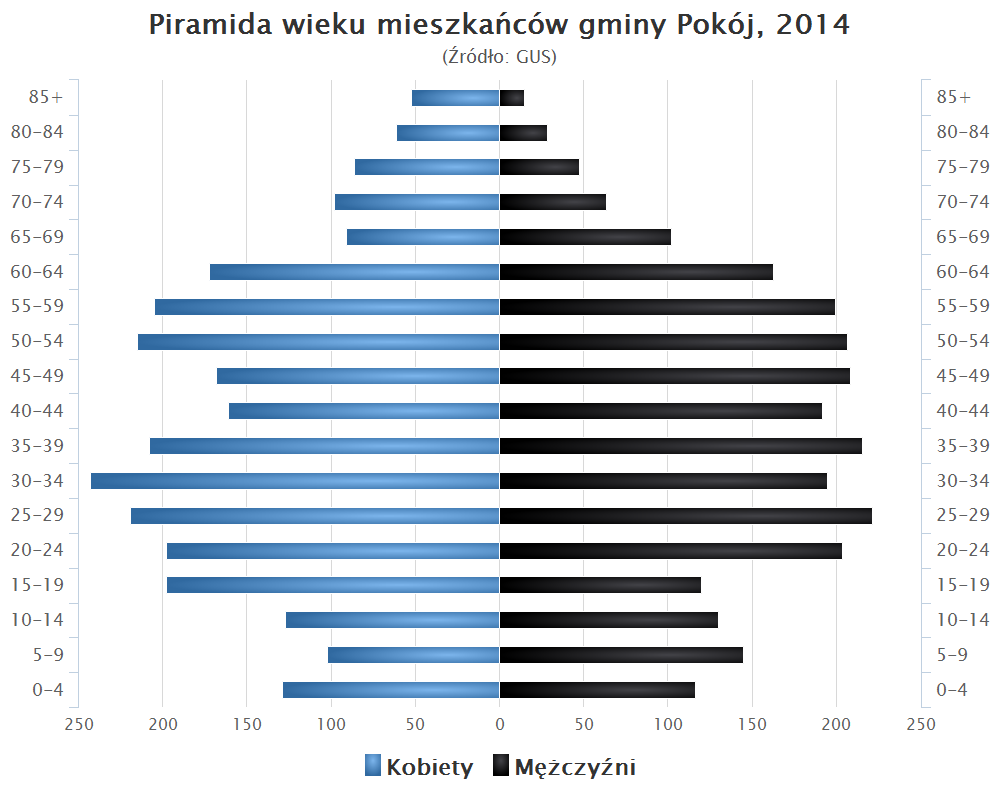
Piramida wieku mieszkańców gminy Pokój w 2014 roku

Dane z 30 czerwca 2004:
| Opis                              | Ogółem | Ogółem | Kobiety | Kobiety | Mężczyźni | Mężczyźni |
| --------------------------------- | ------ | ------ | ------- | ------- | --------- | --------- |
| jednostka                         | osób   | %      | osób    | %       | osób      | %         |
| populacja                         | 5584   | 100    | 2835    | 50,8    | 2749      | 49,2      |
| gęstość zaludnienia (mieszk./km²) | 42     | 42     | 21,3    | 21,3    | 20,7      | 20,7      |

## Sołectwa
Dąbrówka Dolna, Domaradz, Domaradzka Kuźnia, Fałkowice, Kopalina, Krogulna, Krzywa Góra, Lubnów, Ładza, Pokój, Siedlice, Zawiść, Zieleniec.

## Pozostałe miejscowości
Jagienna, Kozuby, Paryż, Świercowskie, Żabiniec

## Zabytki

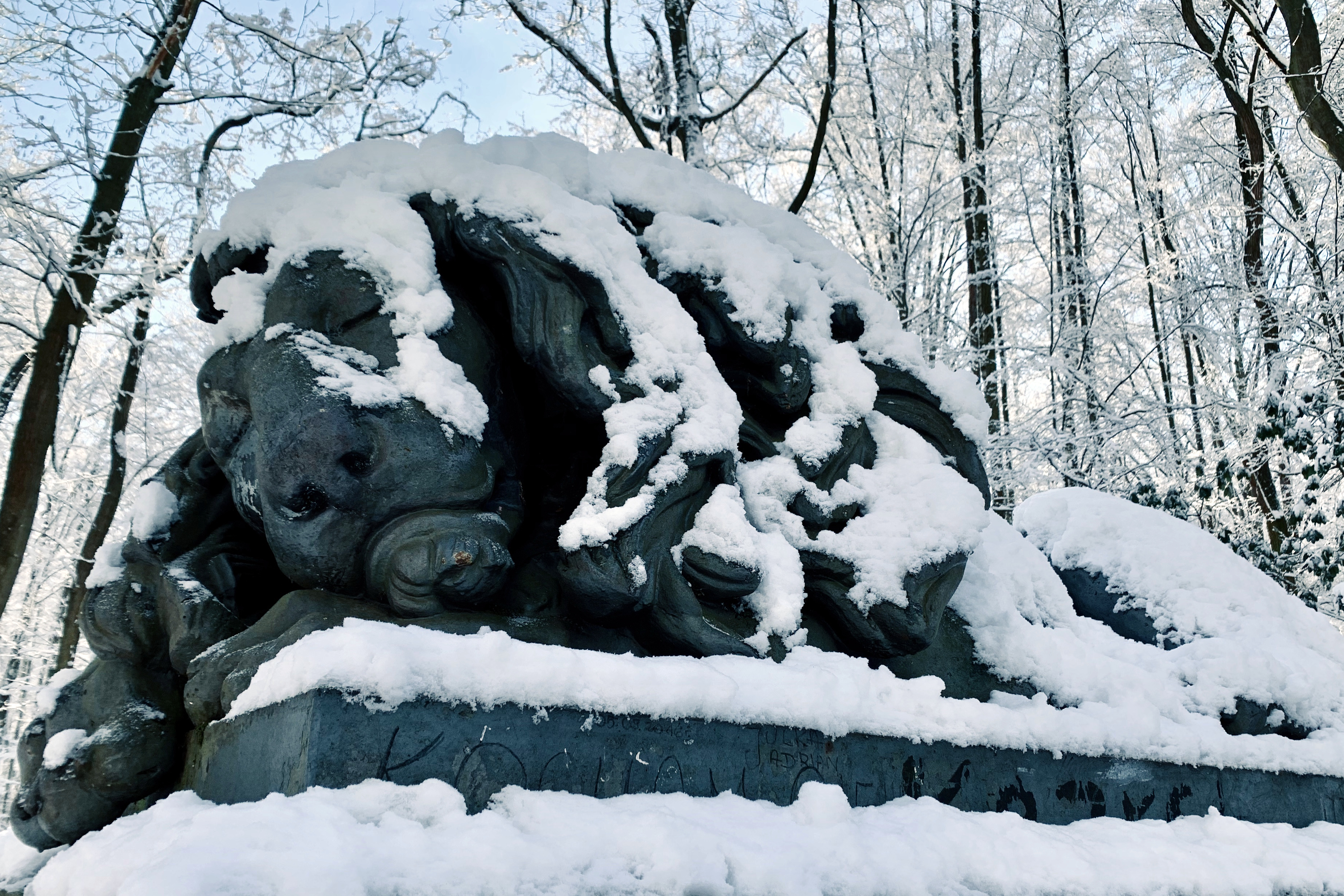
Śpiący lew w parku w Pokoju

- Kościół ewangelicki (1765-75) w Pokoju nr rejestru 757/64Śpiący lew w parku w PokojuPlebania z poł. XIX wieku w Pokoju nr rejestru 1798/66
- Dom Masztalerza XVIII, 2 poł. XIX, XX w Pokoju nr rejestru 1795/66
- Park z ogrodem francuskim i angielski z XVIII/XIX wieku

## Sąsiednie gminy
Dobrzeń Wielki, Domaszowice, Murów, Popielów, Świerczów, Wołczyn

## Miasta partnerskie
- Hochspayer